# Хамза Тоуба
Хамза Тоуба (нім. Hamza Touba; 6 листопада 1991, Північний Рейн-Вестфалія) — німецький боксер, призер Європейських ігор 2015.

## Аматорська кар'єра
На чемпіонатах світу 2011 та 2013 в категорії до 49 кг програв у другому бою.
На Європейських іграх 2015 в категорії до 52 кг завоював бронзову нагороду.
- В 1/8 фіналу переміг Ігоря Сопінського (Україна) — 3-0
- У чвертьфіналі переміг Василя Вєткіна (Росія) — 2-1
- У півфіналі програв Ельвіну Мамішзаде (Азербайджан) — 0-3

На чемпіонаті світу 2015 знов програв у другому бою Ельвіну Мамішзаде (Азербайджан).
На Олімпійських іграх 2016 програв у першому бою Елі Конкі (Франція).
На чемпіонаті світу 2017 програв у першому бою Габріелю Ескобару (Іспанія).
На Європейських іграх 2019 програв у другому бою Даніелю Асенову (Болгарія).